# 445 (číslo)
Čtyři sta čtyřicet pět je přirozené číslo. Následuje po číslu čtyři sta čtyřicet čtyři a předchází číslu čtyři sta čtyřicet šest. Římskými číslicemi se zapisuje CDXLV a řeckými číslicemi υμε.

## Matematika
445 je:
- Deficientní číslo
- Složené číslo
- Nešťastné číslo

## Astronomie
- (445) Edna je planetka hlavního pásu, kterou objevil v roce 1899 Edwin Foster Coddington

## Roky
- 445
- 445 př. n. l.